# Крушельницкий, Карл
Карл Крушельницкий (англ. Karl Kruszelnicki, пол. Karl Kruszelnicki; род. 20 марта 1948 года, Хельсингборг, Швеция) — австралийский учёный польского происхождения, общественный деятель, популяризатор науки, почётный доктор наук.

## Биография
Родился в Швеции, в семье польских эмигрантов. В 1950 году семья переехала в Австралию, где поселилась в городе Вуллонгонге.
После окончания католического колледжа поступил в Вуллонгонгского университета, который окончил в 1968 году со степенью бакалавра физики.
После учёбы устроился на работу на местный металлургический комбинат, где занимался испытаниями прочности выпускаемой стали.
Продолжил учёбу в Университете Нового Южного Уэльса, где в 1980 году получил степень магистра биомедицинской инженерии.
В начале 1980-х годов работал у выдающегося новозеландско-австралийского офтальмолога Фреда Холлоуса (англ.  Fred Hollows). В процессе работы ему удалось спроектировать и создать аппарат для сбора электрических сигналов с сетчатки человека для диагностики определённых заболеваний глаз.
В 1986 году получил медицинское образование в Университете Сиднея, после чего работал в различных медицинских учреждениях, в том числе врачом в детской больнице в Кампердауне.
С 1981 года ведёт научно-популярное ток-шоу на австралийском радио, в 1985 году был приглашён на австралийское телевидение в качестве ведущего научно-популярных программ.
Является постоянным автором журналов Australian Geographic и The Sydney Morning Herald, написал более 40 книг.
Почётный член Школы физики Сиднейского университета (англ. University of Sydney, Physics Department).

## Признание и награды
В 2001 году награждён австралийской Медалью Столетия за популяризацию в обществе достижений науки и техники".
В 2002 году получил Шнобелевскую премию за «комплексное исследование накоплений в человеческих пупках».
В 2003 году получил награду Австралийский Отец Года (англ. Australian Father of the Year award).
С 2006 года — член Ордена Австралии (англ. Member of the Order of Australia). В том же году Австралийские скептики признали его скептиком года.
В 2012 году его именем назвали астероид 18412 Kruszelnicki (1993 LX), обнаруженный 13 июня 1993 года астрономом Робертом Макнотом, работавшим в обсерватории Сайдинг-Спринг в Кунабарабране, Новый Южный Уэльс, Австралия.
В 2016 году получил почётную докторскую степень от Университета Саншайн-Кост (англ. University of the Sunshine Coast).
В 2019 году удостоен Премии ЮНЕСКО имени Калинги за популяризацию науки.